# Município de Upper (condado de Lawrence, Ohio)
O município de Upper (em inglês: Upper Township) é um município localizado no condado de Lawrence no estado estadounidense de Ohio. No ano de 2010 tinha uma população de 15 418 habitantes e uma densidade populacional de 239,71 pessoas por km².

## Geografia
O município de Upper encontra-se localizado nas coordenadas 38° 32′ 43″ N, 82° 38′ 57″ O. Segundo o Departamento do Censo dos Estados Unidos, o município tem uma superfície total de 64.32 km², da qual 63,01 km² correspondem a terra firme e (2,04 %) 1,31 km² é água.

## Demografia
Segundo o censo de 2010, tinha 15 418 pessoas residindo no município de Upper. A densidade populacional era de 239,71 hab./km². Dos 15 418 habitantes, o município de Upper estava composto pelo 94,31 % brancos, o 3,46 % eram afroamericanos, o 0,21 % eram amerindios, o 0,23 % eram asiáticos, o 0,07 % eram de outras raças e o 1,72 % eram de uma mistura de raças. Do total da população o 0,48 % eram hispanos ou latinos de qualquer raça.